# Авганистански авгани
Авганистански авгани (перс. افغانی, ISO 4217: AFN) је званична валута у Авганистану. Један авгани се дели на сто пула. Симбол за авгани је ؋. Први пут се издаје 1925. као замена за дотадашњу валуту - авганистански рупи. Након инвазије САД 2002. уводи се нови авгани.
Авгани издаје Централна банка Авганистана (Da Afghanistan Bank). Инфлација током 2005. је износила 16,3%%.
Папирне новчанице се издају у апоенима од 1, 2, 5, 10, 20, 50, 100, 500 и 1000 авганија а ковани новац у апоенима од 1, 2 и 5 авганија.